# Boyce (Luisiana)
Boyce es un pueblo situado en la parroquia de Rapides, Luisiana, Estados Unidos. Tiene una población estimada, a mediados de 2024, de 871 habitantes.

## Geografía
La localidad está ubicada en las coordenadas 31°23′24″N 92°40′13″O / 31.39000, -92.67028. Según la Oficina del Censo, tiene una superficie total de 1.60 km², de los cuales 1.31 km² corresponden a tierra firme y 0.29 km² están cubiertos de agua.

## Demografía
Según el censo de 2020, en ese momento había 888 personas residiendo en la localidad. La densidad de población era de 677.86 hab./km².
| Raza                   | Núm. | Porc.  |
| ---------------------- | ---- | ------ |
| Afroamericanos         | 616  | 69.4%  |
| Blancos                | 218  | 24.5%  |
| Amerindios             | 9    | 1.0%   |
| Asiáticos              | 1    | 0.1%   |
| De otras razas         | 8    | 0.9%   |
| De una mezcla de razas | 36   | 4.1%   |
| Total                  | 888  | 100.0% |

Del total de la población, el 3.6% eran hispanos o latinos de cualquier raza.